# Santiago (Colima)
Santiago es una delegación de Manzanillo, Colima, México. En el México Precolombino fue un poblado indígena vecino de Salahua (antes llamado Tzalagua). Fue bautizado por Pedro de Fuentes en 1527 nombrándolo "Santiago de la Buena Esperanza" en honor a Santiago Apóstol, el mayor, en vísperas de su celebración el 21 de julio de ese mismo año cuando arribó el bergantín español Espíritu Santo de Álvaro de Saavedra Cerón, quién era primo de Hernán Cortés y al mando de Pedro de Fuentes, donde primero atracaron en Salahua y después se dirigieron a Santiago, que según algunas fuentes debió haberse llamado "Totolmaloyan".
- Datos: Q6120785